# Leoni Kristin Oeffinger
Leoni Kristin Oeffinger (* 10. Mai 1983 in Frankfurt am Main) ist eine deutsche Sängerin, Musicaldarstellerin und Synchronsprecherin. Sie ist die Schwester von Marieke Oeffinger.

## Leben
Leoni Kristin Oeffinger wuchs in Frankfurt am Main auf. Von klein auf war sie an Gesang und Theater interessiert, ihren ersten Gesangsunterricht erhielt sie mit zwölf Jahren. Zu ihren ersten öffentlichen Auftritten zählt eine Coverversion von Pack die Badehose ein 1995. Mit 14 Jahren trat Leoni Kristin in der Hauptrolle des Musicals Annie am Münchner Musicaltheater und in Frankfurt am Main auf. Anschließend ließ sie sich als Musicaldarstellerin in den Performing Arts Studios Vienna in Wien (Bühnenreifeprüfung 2004), wo sie auch ihre Matura ablegte, sowie an der Hamburg School of Entertainment (HSE) ausbilden. Zu den weiteren Stationen ihrer Ausbildung zählen ein Schauspieltraining bei Lee Strasberg und ein Vocal-Coaching bei Christian Schleicher und Eva Maria Terrson. Anschließend studierte sie Germanistik und Musikwissenschaft.
2000 versuchte sie sich auch als Fernsehdarstellerin und hatte Gastauftritte bei Streit um drei und im Marienhof. Als Moderatorin trat sie für RTL bei diversen Beauty-Messen in Erscheinung.
Sie trat in verschiedenen Rollen auf, so unter anderem als Belle in Die Schöne und das Biest, als Mistress in Evita sowie als Susi von Weidenzaun in Golf – Swing & Hit.
Sie trat außerdem in Abbamania und Abbafever auf sowie als Ensemblemitglied bei der Weltpremiere von Der Schuh des Manitu.
Sie ist auch als Synchronsprecherin aktiv und war die deutsche Stimme von Gabriella in High School Musical, sang den Titelsong von Disneys Littlest Pet Shop – Tierisch gute Freunde und synchronisierte Ashley Dewitt (Anna Maria Perez de Tagle) in Hannah Montana.

## Musical (Auswahl)
- 2023: Oper Kiel: Jacque Offenbach's Pariser Leben (Partie: Baronin von Gondremark)
- 2022/23: Imperialtheater Hamburg: Die Matrosinnen (Partie: Fee)
- 2022/23: FritzTheater Bremen: Sing Sing (Partie: Jacky)
- 2019/2020: Oper Kiel: Ein Amerikaner in Paris (Partie: Amandine)
- 2019–2021: Oper Kiel: MyfairLady (Partie: Mrs Hopkins)
- 2017/2018: Oper Kiel: Fame (Partie: Serena Katz)
- 2018: Die Tagebücher von Adam und Eva (Partie: Eva)
- 2014–2018: Staatstheater am Gärtnerplatz: Jesus Christ Superstar (Partie: Ensemble)
- 2016–2019: Oper Kiel: Evita (Partie: Mistress)
- 2017–2022: Staatstheater am Gärtnerplatz: Tschitti Tschitti Bäng Bäng (Partie: Mrs Phillips)
- 2016: Thuner Seefestspiele: Sugar – Some Like It Hot (Partie: Ensemble)
- 2015/2016: FritzTheater Bremen: Beatclub (Ensemble: Walk-in Moni, Angie)
- 2015: Creators Wettbewerb SchmidtTheater: Immer der Nase nach (Partie: Jeanette)
- 2014: Gärtner Platz Theater München: Jesus Christ Superstar (Partie: Ensemble)
- 2014: Altonaer Theater: High Fidelity (Partie: Liz)
- 2013: Mamma Mia (Ensemble)
- 2012–2015: BB Promotion: We Will Rock You (Partie: Ensemble, Scaramouche, Teacher)
- 2012: BB Promotion Musicaldome Köln: Hairspray (Partie: Tammy, us Amber)
- 2008/2009: Stage Entertainment TDW Der Schuh des Manitu (Partie: Swing)
- 2006–2011: Seelive Entertainment Hamburg Aida Cruiseship (Partie: Sopran-Solistin)
- 2005–2008: Fidelio Entertainment Abbamania Tour (Partie: Agneta, Anni-Frid)
- 2004/2005: Stadttheater Gießen: Evita (Partie: Mistress)
- 2004: Europa-Park Rust: Die Schöne und das Biest (Partie: Belle)
- 1997–1999: Münchner Musicaltheater: Annie (Partie: Annie)

## Synchronisation (Auswahl)

### Filme
- 2018: Haley (Jenna B. Kelly) in Acts of Violence
- 2017: Dakota (Sasha Pieterse) in Die Münzraub-AG
- 2015: George (Marilyn Lima) in Bang Gang – Die Geschichte einer Jugend ohne Tabus
- 2014: Angela Balzac (Rie Kugimiya) in Expelled from Paradise
- 2006: Sarah Wenham (Laura Ramsey) in Der Pakt
- 2006: Cassie Munro (JoJo) in Die Chaoscamper
- 2006: Kelly (Star LaPoint) in Ich werde immer wissen, was du letzten Sommer getan hast
- 2006: Tiffany (Katie Cassidy) in Unbekannter Anrufer
- 2006: Gabriella Montez (Vanessa Anne Hudgens) in High School Musical
- 2005: Holly Hamilton (Hilary Duff) in The Perfect Man
- 2005: Ashanti (Dorothy Gale) in Muppets: Der Zauberer von Oz (Zeichentrick)
- 2000: Britney Allen (Hayden Panettiere) in Girls United – Alles oder Nichts

### Serien
- 2025: Stocking (Mariya Ise) in Panty & Stocking with Garterbelt
- 2021–2023: Emily Erdbeer (Ana Sani) in Emily Erdbeer in der großen Stadt
- 2016: Lilia (Rina Hidaka) in Pokémon – Generationen
- 2012–2016: Blythe Baxter in Littlest Pet Shop – Tierisch gute Freunde
- 2012: Amber Mitchell (Philippa Coulthard) in Alien Surfgirls
- 2006–2011: Ashley Dewitt (Anna Maria Perez de Taglé) in Hannah Montana
- 2004: Mai Tokiha in My-HiME (Anime)

## Hörbücher (Auswahl)
- 2021: Karolyn Ciseau: Gefangen (Hörbuch-Download, Die Zeitenwanderer Chroniken 1, Audible)
- 2022: Karolyn Ciseau: Geblendet (Hörbuch-Download, Die Zeitenwanderer Chroniken 2, Audible)